# Клокочевац (Мајданпек)
Клокочевац је насеље у Србији у општини Мајданпек у Борском округу. Налази се покрај Поречке реке, на раскршћу је путева за Мајданпек, Неготин и Доњи Милановац. Према попису из 2022. у насељу је било 408 становника (према попису из 2011. било је 595 становника). Село је познато по производњи ћумура у ћумуранама.
Овде се налази ФК Раднички (Клокочевац).

## Демографија
Формиран је на месту са остацима старије насељености (насеље бакарног доба). Помиње се у 16. веку (1524. и 1526.) као ненасељено („пусто”), 1783. као насељено (14 домова) у једном аустријском извештају и 1893,када има 142 житеља.Становништво је српско.
Према последм попису из 2022. године у Клокочевцу је живело 408 становника што је за 187 мање у односу на 2011. када је на попису било 595 становника. У насељу живи 355 пунолетних становника, а просечна старост становништва износи 50,14 година (49,04 код мушкараца и 51,16 код жена). Према подацима пописа из 2022. у насељу има 189 домаћинства, а просечан број чланова по домаћинству је 2,06 а према истом попису у насељу има 371 стамбених јединица од од којх је 200 насељено.Ово насеље је углавном насељено Србима (према попису из 2022. године).
|  |

| Демографија | Демографија | Демографија |
| Година      | Становника  | Становника  |
| ----------- | ----------- | ----------- |
| 1948.       | 1.454       |             |
| 1953.       | 1.472       |             |
| 1961.       | 1.422       |             |
| 1971.       | 1.244       |             |
| 1981.       | 1.132       |             |
| 1991.       | 880         | 829         |
| 2002.       | 711         | 785         |
| 2011.       | 595         |             |
| 2022.       | 408         |             |

| Етнички састав према попису из 2002.‍ | Етнички састав према попису из 2002.‍ | Етнички састав према попису из 2002.‍ | Етнички састав према попису из 2002.‍ | Етнички састав према попису из 2002.‍ |
| ------------------------------------ | ------------------------------------ | ------------------------------------ | ------------------------------------ | ------------------------------------ |
|                                      |                                      |                                      |                                      |                                      |
| Срби                                 | Срби                                 |                                      | 630                                  | 88,60%                               |
| Власи                                | Власи                                |                                      | 45                                   | 6,32%                                |
| Румуни                               | Румуни                               |                                      | 10                                   | 1,40%                                |
| Словенци                             | Словенци                             |                                      | 1                                    | 0,14%                                |
| Роми                                 | Роми                                 |                                      | 1                                    | 0,14%                                |
| непознато                            | непознато                            |                                      | 10                                   | 1,40%                                |

| Година пописа     | 1948. | 1953. | 1961. | 1971. | 1981. | 1991. | 2002. |
| ----------------- | ----- | ----- | ----- | ----- | ----- | ----- | ----- |
| Број домаћинстава | 323   | 341   | 354   | 344   | 320   | 272   | 254   |

| Број чланова      | 1  | 2  | 3  | 4  | 5  | 6  | 7 | 8 | 9 | 10 и више | Просек |
| ----------------- | -- | -- | -- | -- | -- | -- | - | - | - | --------- | ------ |
| Број домаћинстава | 62 | 74 | 43 | 33 | 23 | 14 | 2 | 3 | 0 | 0         | 2,79   |

| Пол    | Укупно | Неожењен/Неудата | Ожењен/Удата | Удовац/Удовица | Разведен/Разведена | Непознато |
| ------ | ------ | ---------------- | ------------ | -------------- | ------------------ | --------- |
| Мушки  | 301    | 68               | 189          | 27             | 17                 | 0         |
| Женски | 323    | 43               | 189          | 79             | 12                 | 0         |
| УКУПНО | 624    | 111              | 378          | 106            | 29                 | 0         |

| Пол    | Укупно                    | Пољопривреда, лов и шумарство | Рибарство                            | Вађење руде и камена | Прерађивачка индустрија       |
| ------ | ------------------------- | ----------------------------- | ------------------------------------ | -------------------- | ----------------------------- |
| Мушки  | 177                       | 84                            | 0                                    | 20                   | 37                            |
| Женски | 173                       | 132                           | 0                                    | 0                    | 23                            |
| УКУПНО | 350                       | 216                           | 0                                    | 20                   | 60                            |
| Пол    | Производња и снабдевање   | Грађевинарство                | Трговина                             | Хотели и ресторани   | Саобраћај, складиштење и везе |
| Мушки  | 3                         | 7                             | 2                                    | 2                    | 5                             |
| Женски | 0                         | 0                             | 4                                    | 6                    | 0                             |
| УКУПНО | 3                         | 7                             | 6                                    | 8                    | 5                             |
| Пол    | Финансијско посредовање   | Некретнине                    | Државна управа и одбрана             | Образовање           | Здравствени и социјални рад   |
| Мушки  | 0                         | 2                             | 6                                    | 2                    | 1                             |
| Женски | 1                         | 1                             | 0                                    | 2                    | 1                             |
| УКУПНО | 1                         | 3                             | 6                                    | 4                    | 2                             |
| Пол    | Остале услужне активности | Приватна домаћинства          | Екстериторијалне организације и тела | Непознато            | Непознато                     |
| Мушки  | 2                         | 0                             | 0                                    | 4                    | 4                             |
| Женски | 0                         | 0                             | 0                                    | 3                    | 3                             |
| УКУПНО | 2                         | 0                             | 0                                    | 7                    | 7                             |